# Antipolia
Antipolia là một chi bướm đêm thuộc họ Noctuidae.